# Zwijnaardekasteelbrug

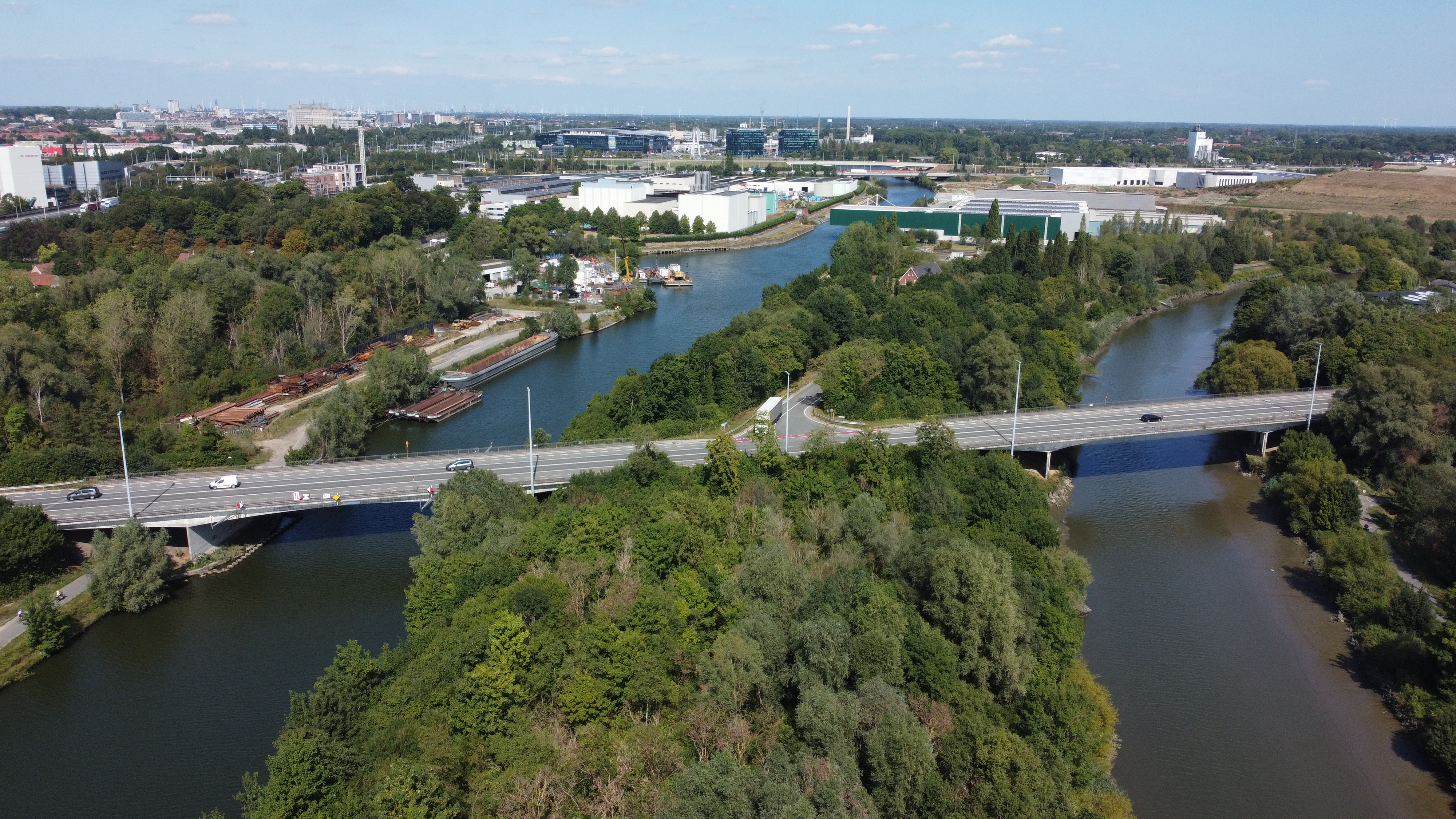
Zwijnaardekasteelbrug (links) en Kappebrug (rechts).

De Zwijnaardekasteelbrug is een brug over het Kanaal van Zwijnaarde in de gelijknamige plaats, deelgemeente van Gent. De brug vormt samen met de Kappebrug over de Tijarm een rechtstreekse verbinding tussen Zwijnaarde en Merelbeke.
De Zwijnaardekasteelbrug bestaat uit twee rijstroken en een enigszins afgescheiden fietspad langs beide zijden van de rijbaan. De N469 maakt gebruik van de brug om de Schelde te kruisen.
Lokaal staat de combinatie Zwijnaardekasteelbrug-Kappebrug bekend als Zwijnaardebrug dan wel Merelbekebrug (afhankelijk van de oever waarop men zich bevindt). Beide bruggen worden vaak als één bouwwerk beschouwd omdat ze minder dan 100m van elkaar verwijderd zijn en er daartussen geen afdaling tot op het maaiveld plaatsvindt, men blijft op een verhoogd talud rijden.